# Hathor
(Inno a Hathor)

Hathor

Hathor o Ator (dall'originale egizio: ḥwt-ḥr; che significa Casa di Horus, ellenizzato Ἅθωρ, Hathor) è una divinità egizia appartenente alla religione dell'antico Egitto, dea della gioia, dell'amore, della maternità e della bellezza. Per tutta la storia egizia, fu una delle divinità più importanti e venerate; il suo culto, di origini preistoriche e predinastiche, si estendeva dalla corte faraonica (era ritenuta la madre simbolica dei faraoni) ai ceti più umili. Veniva solitamente raffigurata nelle tombe con l'epiteto di Signora dell'Occidente, cioè Signora dei morti, e si credeva che accogliesse le anime nell'aldilà (Duat). Gli egizi la adoravano anche come dea della musica, della danza, delle terre straniere e della fertilità, e pensavano che assistesse le partorienti. Inoltre, anche le miniere erano poste sotto la sua protezione, così come le sorgenti del Nilo. Era comunemente raffigurata come una vacca con il disco solare, provvisto di ureo, fra le corna; in epoca tarda veniva talvolta rappresentata con due piume e con il pettorale menat, tipico attributo delle sue sacerdotesse. 
Nel corso dei millenni, Hathor assimilò una grande quantità di divinità locali, accumulando così una mitologia e degli attributi estremamente variegati - al punto di essere considerata contemporaneamente madre, sposa e figlia di Ra e madre di Horus (come Iside); era associata a Bastet. Mentre nel periodo classico della storia egizia tutti i defunti erano indistintamente equiparati a Osiride, dio dei morti, durante la dominazione romana dell'Egitto nacque la pratica di identificare le defunte con Hathor. Gli antichi greci la associarono ad Afrodite.

## Prime rappresentazioni

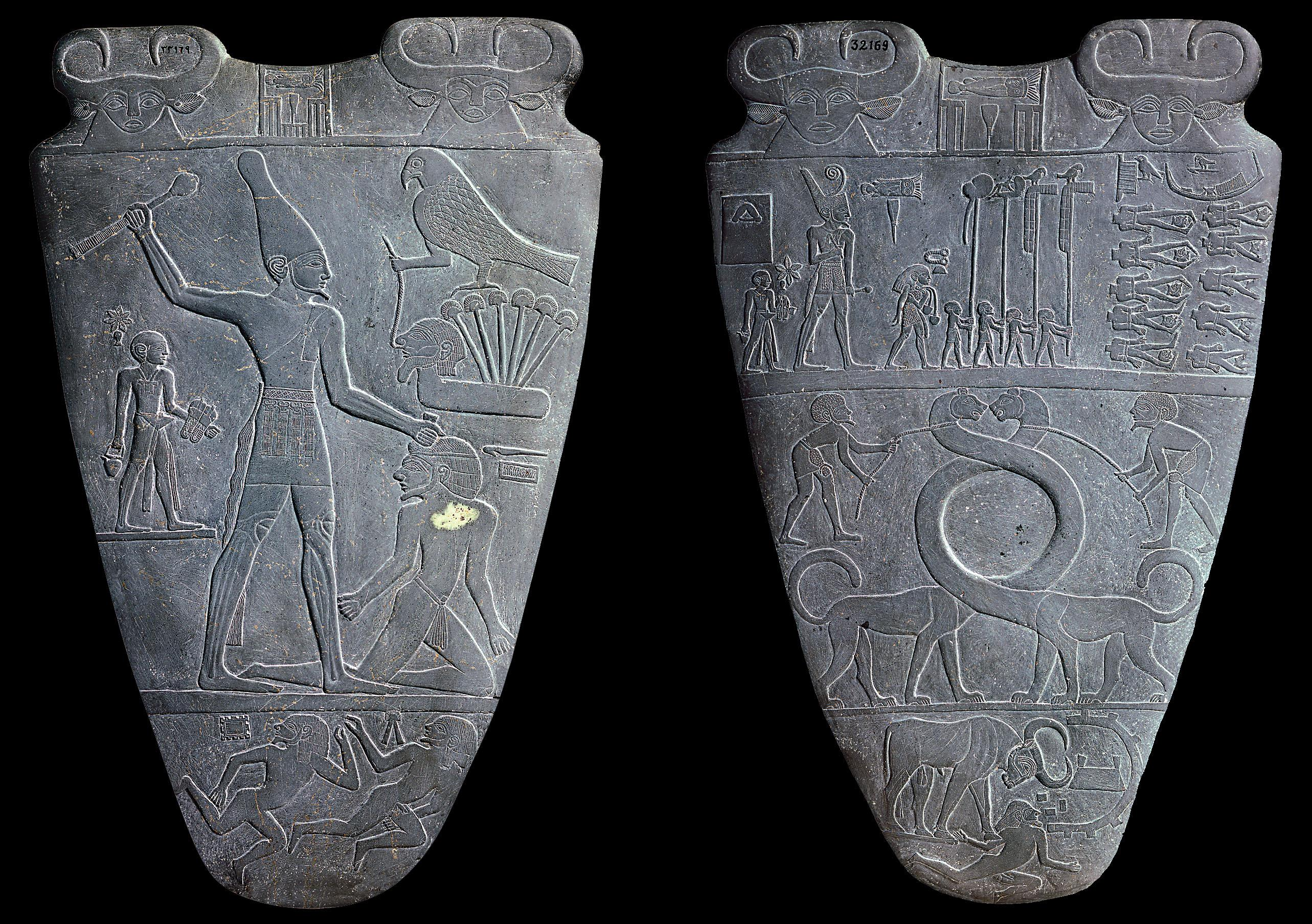
Divinità in sembianze di vacca sulla cinta di Narmer e sulla cima della Tavoletta di Narmer, al Museo egizio del Cairo (CG 14716).

L'iconografia di Hathor rimase ambigua fino alla IV dinastia egizia (ca. 2630 a.C. - 2510 a.C.). All'inizio dell'età storica, finì con l'assumere l'aspetto o gli attributi di una giovenca. Alcuni manufatti del periodo predinastico (ante 3150 a.C.) presentano immagini di divinità dalle sembianze di vacca con il medesimo simbolismo successivamente impiegato per Hathor: gli egittologi ritengono che si tratti di precursori della figura di Hathor, o della stessa Hathor in una forma primordiale. 
Divinità in sembianze di vacca compaiono sulla cinta del faraone Narmer (ca. 3150 a.C. - 3125 a.C.) nella Tavoletta di Narmer, nonché sulla cima della tavoletta stessa, visibili da entrambi i lati (questo fondamentale reperto risale alla fine periodo predinastico); si potrebbe trattare di una delle prime immagini di Hathor o della dea Bat, cui fu associata ma che finì col soppiantare: erano generalmente considerate la stessa divinità ed espressioni dello stesso concetto divino, benché avessero origini diverse. L'identificazione con Hathor della giovenca sulla Tavoletta di Narmer deriva da un passaggio dei Testi delle piramidi, in cui si dice che Hathor è il riparo del faraone. Una pietra scoperta a Ieracompoli e risalente alla I dinastia reca, su un margine, la figurazione di una vacca con stelle sulle orecchie e sulle corna - probabile rimando al ruolo di Hathor e Bat come dee del cielo. Un altro reperto della I dinastia, un'incisione su avorio, mostra una giovenca sdraiata con l'iscrizione Hathor nelle Paludi, in riferimento al mondo vegetale e soprattutto alle paludi dove cresceva il papiro. In quanto divinità degli alberi, durante l'Antico Regno era spesso chiamata Signora del Sicomoro. 

## Ruolo e caratteristiche

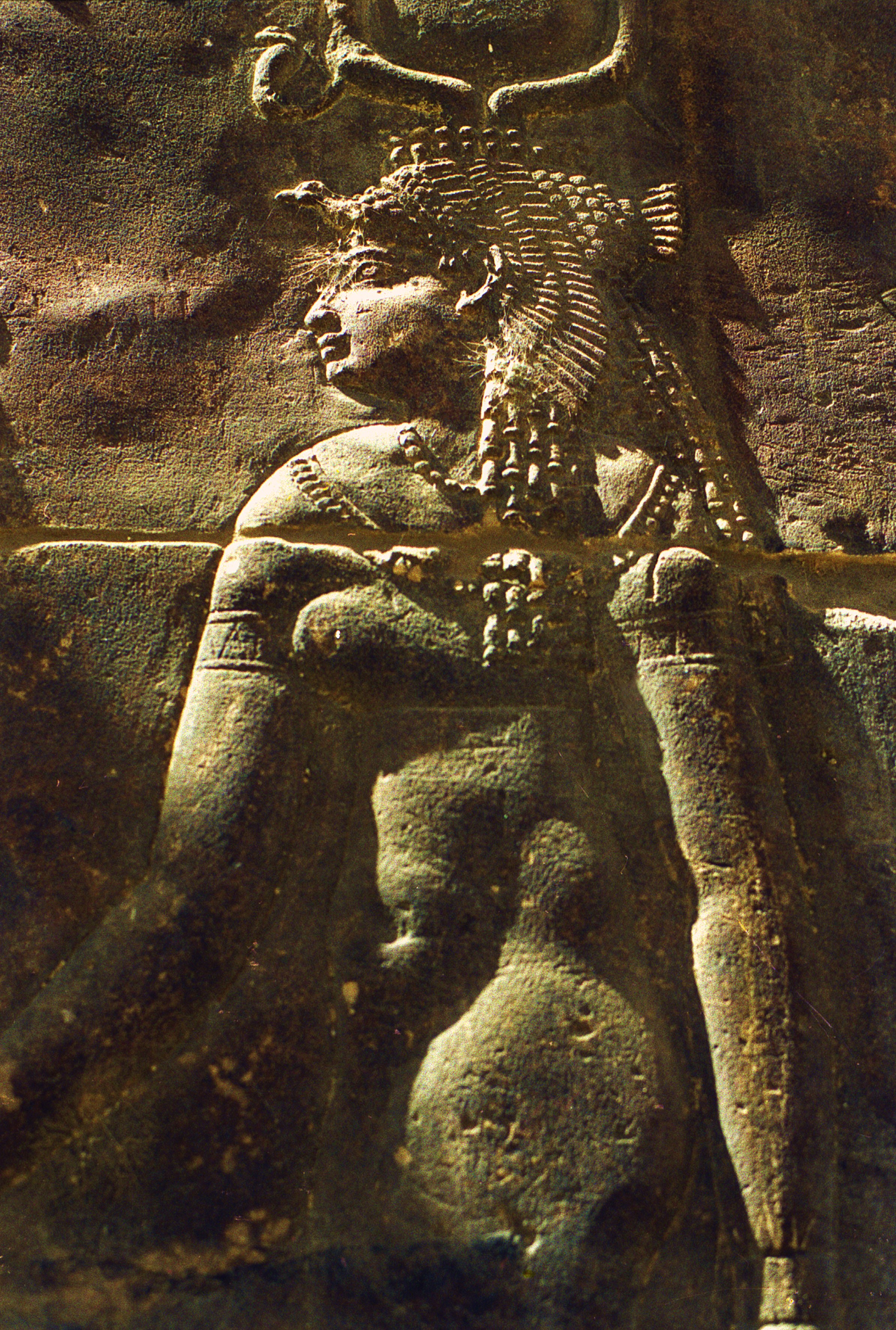
Rilievo d'epoca tolemaica (305 a.C. - 30 a.C.) raffigurante Hathor assimilata ad Iside. Templi di File.

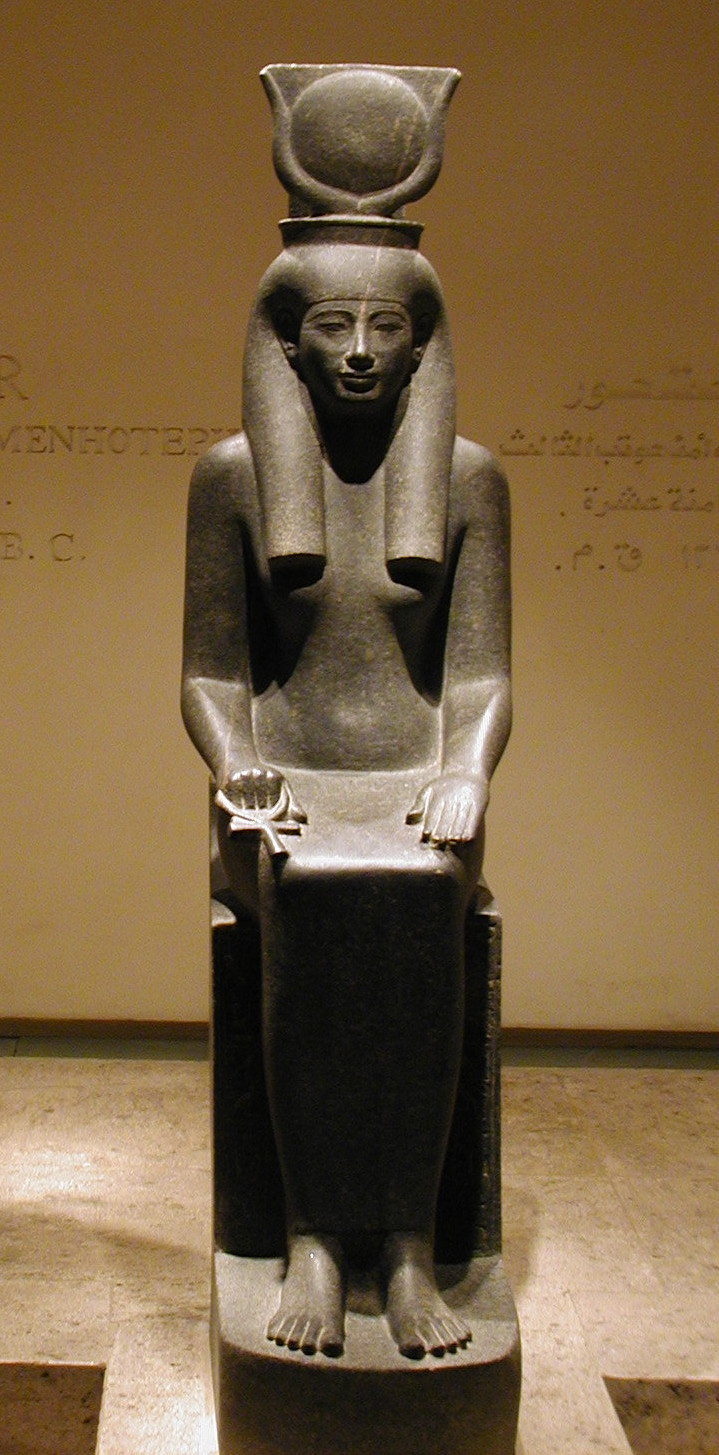
Statua di Hathor al Luxor Museum di Luxor-

Hathor godette di un culto estremamente sentito e popolare, soprattutto grazie agli aspetti positivi che incarnava: l'amore, la gioia, la bellezza (aveva epiteti quali Signora della casa del Giubilo e Colei Che riempie il Santuario di Gioia). Una speciale venerazione le era riservata da parte delle donne, delle quali incarnava e proteggeva i ruoli di madre, moglie e amante rappresentati dagli sfaccettati rapporti familiari che i miti le attribuivano. Hathor aveva un legame complesso con il dio-sole Ra: di volta in volta, poteva essere considerata l'occhio di Horo, sua figlia oppure sua madre. Assorbì questo ruolo, per sincretismo, dalla Vacca celeste Mehetueret, che in un mito della creazione fungeva da madre di Ra e lo portava in mezzo alle corna. Gli egizi credevano che, come dea madre, desse alla luce Ra ogni mattina, nell'orizzonte orientale - mentre durante il giorno si univa allo stesso Ra in quanto sua sposa. Di volta in volta, a seconda dei differenti miti, delle epoche e perfino delle località, i suoi consorti potevano essere Ra oppure Horus, mentre i suoi genitori potevano essere Neith e Khnum, oppure ancora Ra, e i suoi fratelli erano di volta in volta considerati sempre Ra con Apopi, Thot, Sobek e Selkis. Fra i suoi figli vi erano gli dei Horus, Ihi, Imset dalla testa umana, Qebehsenuf dalla testa di falco, Hapi dalla testa di babbuino e Duamutef dalla testa di sciacallo (questi ultimi quattro erano raggruppati con il nome di Figli di Horus e tutelavano ciascuno uno dei quattro vasi canopi). 
Insieme alla dea Nut, Hathor fu associata alla Via Lattea nel III millennio a.C. quando, durante gli equinozi d'autunno e primavera, sembrava allineata sulla Terra e sembrava che la toccasse nei punti il cui il sole sorgeva e tramontava. La Via Lattea era vista come un corso d'acqua che attraversava il cielo, su cui navigavano le divinità solari, come Ra, e lunari, come Khonsu - e per questo era definita dagli egizi Nilo del Cielo.
Durante il Medio Regno ricevette l'epiteto di Nub, che significa Dorata, e il suo culto si diffuse anche in Palestina e in Fenicia; era internazionalmente nota come Signora di Biblo. In seguito venne identificata, in queste regioni, con Astarte e con altre divinità cananee come la dea Qadesh. Sotto forma di Hesat, dea-giovenca che si credeva partorisse il faraone nelle sembianze di un vitello d'oro, era venerata ad Afroditopolis (odierna Atfih) nel ventiduesimo nomo dell'Alto Egitto.

### Iconografia

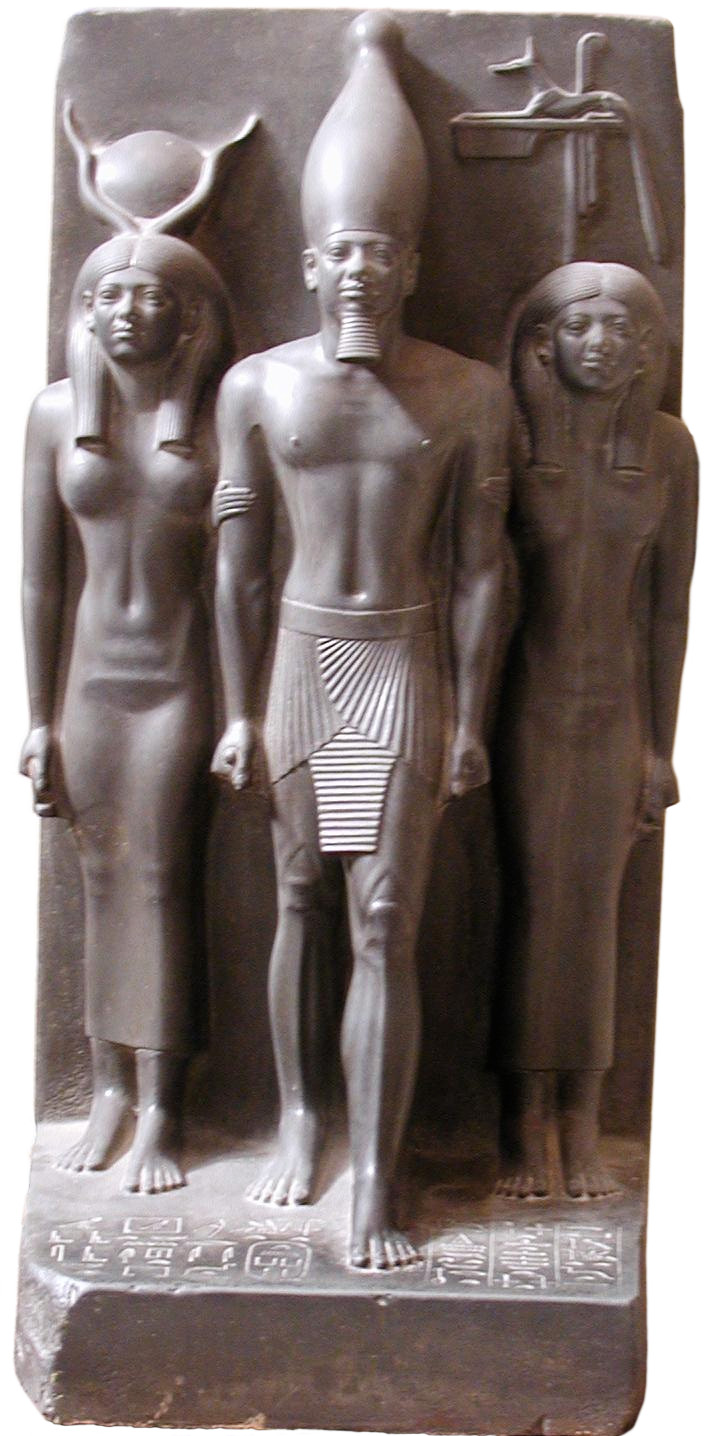
Micerino tra le dee Hathor e Anput, in grovacca. Museo egizio del Cairo.

Nelle rappresentazioni artistiche e nell'architettura, sono rintracciabili tre tipologie dominanti dell'iconografia di Hathor: 
- come una giovane donna dai tratti idealizzati, con la parrucca sormontata da corna di vacca, tra le quali si trova il disco solare completato dall'ureo, e talvolta recante l'ankh, simbolo della vita, e il lungo scettro uas, simbolo del potere degli dei[8].
- come vacca o giovenca, con il disco solare fra le corna (detta, in tale forma, Vacca Celeste)[8].
- come una colonna il cui capitello ha l'aspetto di un volto umano con orecchie bovine, sormontato da una parrucca rigonfia, terminante con due riccioli, tipica di Hathor[8][23]. Il fusto può avere la forma di un sistro, strumento musicale sacro alla dea. Questo tipo di colonna, chiamata colonna hathorica, comparve durante il Medio Regno[24].

Meno comunemente, poteva essere raffigurata come una leonessa, un serpente o un sicomoro. 

## Hathor e il faraone
Con un apparente paradosso, i faraoni erano chiamati Figli di Hathor - benché fossero considerati reincarnazioni di Horus, il figlio della dea Iside. È probabile che, alle origini della mitologia egizia, la madre del dio-falco fosse effettivamente Hathor, originariamente dea del cielo, habitat dei falchi e degli altri volatili. Iside sarebbe stata considerata madre di Horus solamente quando si sentì la necessità di fondere il mito di Osiride con il mito di Horus e Seth. Il legame tra Hathor e il signore dell'Alto e del Basso Egitto si rafforzò durante la IV dinastia, specialmente durante il regno di Micerino (ca. 2530 a.C. - 2512/08 a.C.), dal momento che si sono conservate svariate triadi, ossia sculture in cui il re, al centro, è affiancato da Hathor e da un'altra divinità variabile. Una lista parziale include:
- triade raffigurante la dea Hathor come Signora del Sicomoro, assisa con le braccia intorno a Micerino e la deificazione del nomo di Ermopoli, entrambi stanti, in grovacca, al Museum of Fine Arts di Boston (09.200)[28].
- triade raffigurante Micerino, Hathor come Signora del Sicomoro e la deificazione del nomo di Tebe, stanti, in grovacca, al Museo egizio del Cairo (Ent. 40678)[29].
- triade raffigurante Micerino, Hathor come Signora del Sicomoro e la dea Anput, stanti, in grovacca, al Museo egizio del Cairo (Ent. 40679)[30].
- triade raffigurante Micerino, Hathor come Signora del Sicomoro e la dea Bat, stanti, in grovacca, al Museo egizio del Cairo (Ent. 46499)[31].

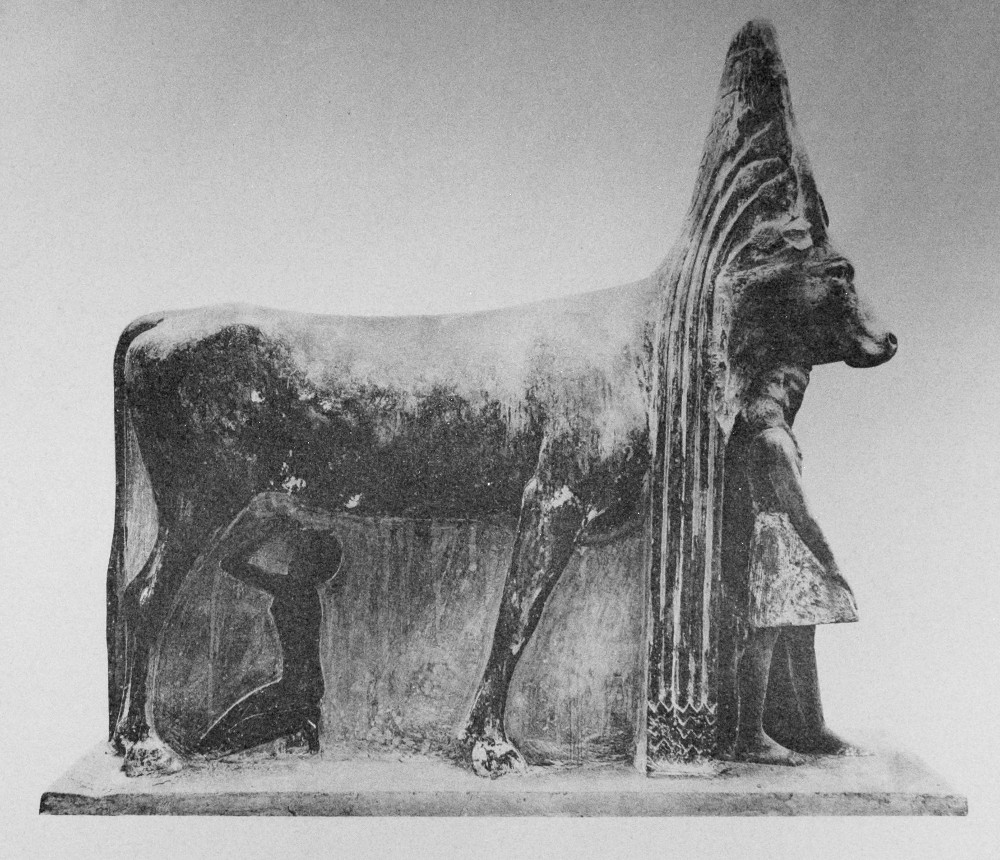
Statua di Amenofi II in piedi fra le zampe anteriori di Hathor e chino mentre succhia il latte della dea (JE 38574). Museo egizio del Cairo.

Durante la XVIII dinastia egizia, per la Cappella di Hathor nel monumentale Tempio funerario di Hatshepsut (ca. 1478 a.C. - 1458 a.C.) a Deir el-Bahari, sulla riva occidentale del Nilo, furono realizzati due bassorilievi che enfatizzavano il rapporto tra Hathor e la sovrana d'Egitto: nel primo, la dea-giovenca lecca amorevolmente la mano di Hatshepsut assisa in trono, mentre nell'altro la monarca beve il latte dalle mammelle di Hathor.

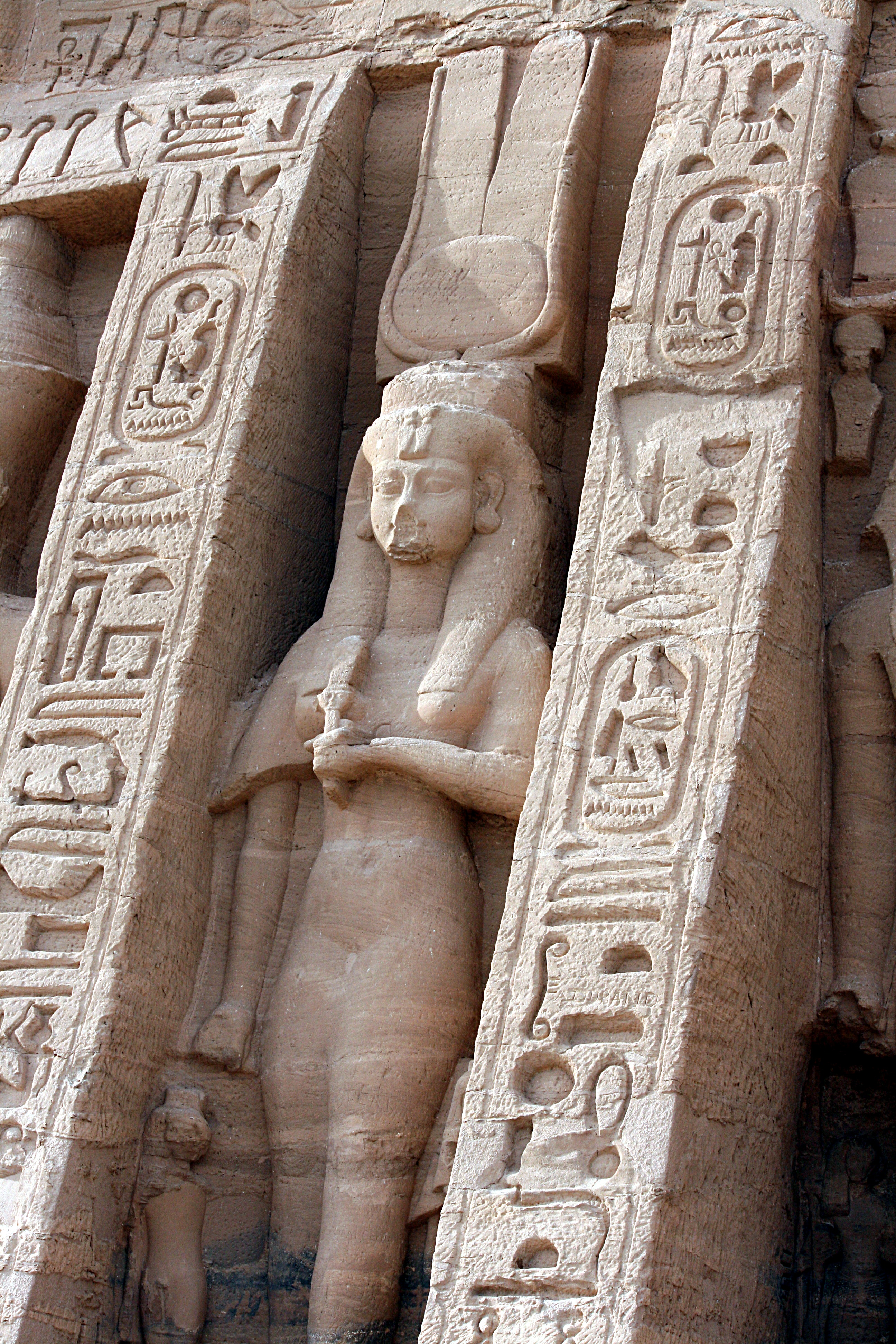
La regina Nefertari, con il capo sormontato dalle corna e dal disco solare di Hathor, e quindi con le sembianze della dea, sulla facciata del Tempio minore di Abu Simbel.

La scena dell'allattamento del faraone compare anche in una statua di pochi decenni successiva, dove Amenofi II (ca. 1427 a.C. - 1401 a.C.) è raffigurato due volte: fieramente eretto fra le zampe anteriori di Hathor in forma di vacca e, un'altra volta, come un bambino in ginocchio fra le zampe posteriori mentre succhia il latte della dea. Steli di papiro affiancano la testa della vacca. Questa scultura fu scoperta nel 1906 dall'archeologo Henry Édouard Naville nel Tempio di Thutmose III a Deir el-Bahari. 
Quando Ramses II il Grande (1279 a.C. - 1213 a.C.) fece edificare il cosiddetto Tempio minore di Abu Simbel in onore della sua Grande sposa reale Nefertari, da lui particolarmente amata, fece rappresentare la regina come Hathor, appunto dea dell'amore: in tutto il tempio, Ramses II compare tante volte quanto Nefertari, eccetto che nel fondo, dove è raffigurato nell'atto di fare offerte ad Hathor che, sotto forma di vacca, esce dalla montagna. Inoltre Hathor comparve nei nomi di vari componenti delle famiglie reali dell'Egitto, quali il faraone Sahathor della XIII dinastia, le principesse Sithathor e Sithathoriunet della XII dinastia e la regina Duathathor-Henuttaui della XXI dinastia. 

## Dea dell'amore, della musica e della danza

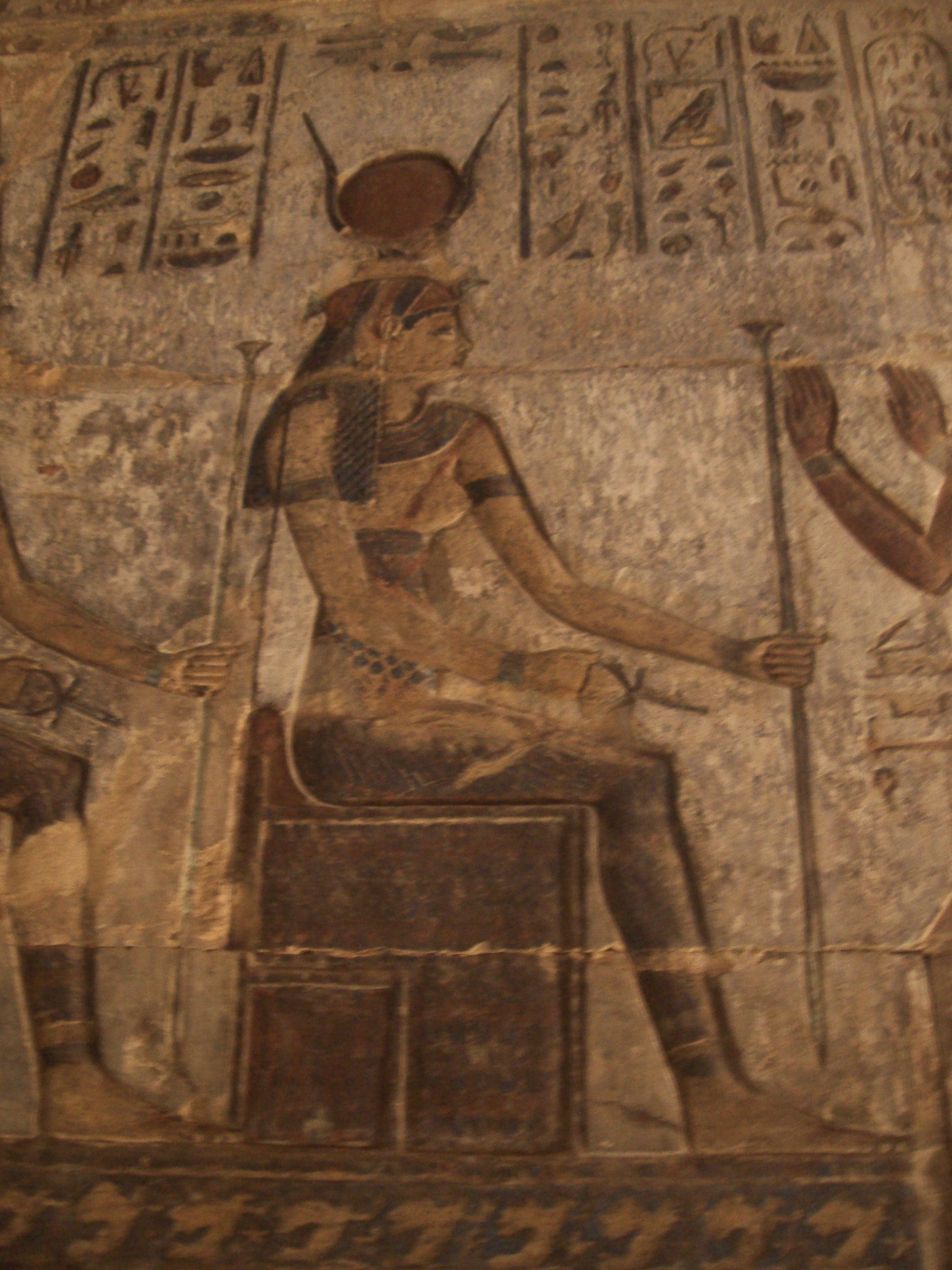
Hathor sulle pareti del suo tempio a Deir el-Medina, d'epoca wessdefrfd

Hathor era la principale divinità del sesso nell'antico Egitto, e i greci la identificarono con Afrodite non appena vennero in contatto con la religione egizia. In virtù del suo legame con l'amore, gli egizi credevano che Hathor ispirasse il desiderio sessuale tramite la musica e la danza. In un mito, Hathor danzò nuda di fronte a Ra, imbronciato, finché non riuscì a farlo ridere. Quando Ra non si trovava insieme ad Hathor, cadeva in una profonda depressione: infatti era anche dea della gioia. Il figlio di Hathor e Horus, nella teologia del Tempio di Dendera, era il dio fanciullo Ihi, personificazione dell'estasi derivante dalla musica. La musica era fondamentale nelle liturgie di Hathor e, per esprimere la loro gioia e l'euforia nell'adorazione della dea, le sacerdotesse di Hathor danzavano e suonavano due strumenti: il sistro e il collare menat. Il sistro, che ebbe una vasta diffusione anche nel mondo romano, era una lamina in bronzo a forma di pilastro (terminante con una piccola testa di Hathor) attraversata da alcune asticciole mobili: veniva agitato come un sonaglio e le asticciole, sbattendo contro la lamina di bronzo, producevano un suono intenso. Il pettorale menat, invece, era uno strumento da scuotere, composto di perline sonore, talvolta anche di turchese (altro titolo di Hathor era Signora del turchese) anziché un vero e proprio pettorale da indossare. Al grande Tempio di Dendera, la statua della dea veniva rimossa dal buio sancta sanctorum in cui era conservata e trasportata processionalmente, in mezzo alle danze e al suono dei sistri e dei menat, sul tetto del santuario, dove si trovava una cappella costruita appositamente per ospitare questa cerimonia dell'incontro tra Hathor e i raggi del sole (Ra). 

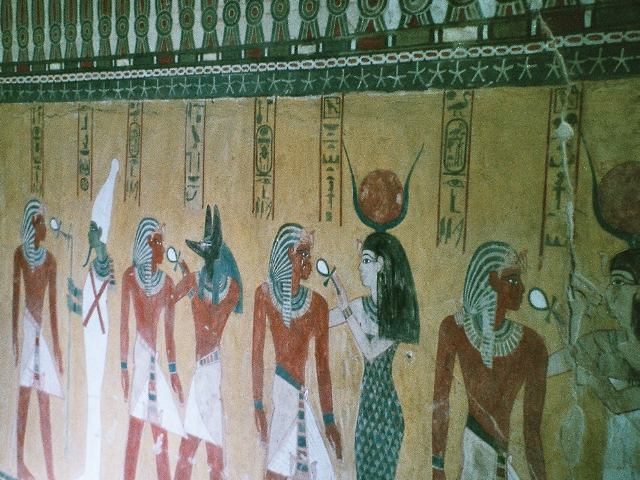
Hathor raffigurata nell'atto di accogliere il defunto Thutmose IV nell'aldilà. Tomba di Thutmose IV, Valle dei Re.

## Aspetti funerari del culto di Hathor
Il culto di Hathor assumeva connotazioni funerarie sulla riva occidentale del Nilo, dove era considerata protettrice della vasta necropoli di Tebe, con il titolo di Signora della Duat. Gli egizi credevano che la dea alleviasse le sofferenze dei morenti e accogliesse maternamente i defunti nell'aldilà (Duat) offrendo loro cibo, bevande e ristoro. Con il titolo di Signora dell'Occidente, la dea compariva su stele e papiri funerari nelle sembianze di giovenca che esce dal deserto, dove venivano scavate le tombe, diretta verso le paludi dove crescevano le piante di papiro - chiaro collegamento tra le sepolture e la vita che continuava sulle fertili sponde del Nilo. A sottolineare la sua funzione di guardiana della necropoli, le rappresentazioni di Hathor erano molto comuni sui pilastri che circondavano i sarcofagi, nelle camere sepolcrali più ricche: nella tomba di Amenofi II, le immagini di Hathor sono più numerose di quelle di divinità prettamente funerarie come Osiride e Anubi. 

## Aspetti sanguinari del mito Hathor
La natura essenzialmente benigna di Hathor la rese estremamente popolare, ma possedeva anche un lato distruttivo evidenziato da un mito sulla fine del dominio di Ra sulla terra, il dio, adirato con gli uomini che avevano cospirato contro di lui, inviò Hathor fra gli uomini, sotto forma di Sekhmet, per distruggerli. Nel mito, al termine della battaglia la sete di sangue della dea non era ancora domata e ciò la portò a intraprendere la distruzione dell'umanità intera. Per porre freno alla strage e salvare il genere umano, Ra tinse della birra con ocra rossa ed ematite perché sembrasse sangue. Scambiando la birra per sangue, Sekhmet si ubriacò e non portò a termine il massacro, ritornando da Ra ammansita - in alcune versioni, nelle sembianze di Hathor.

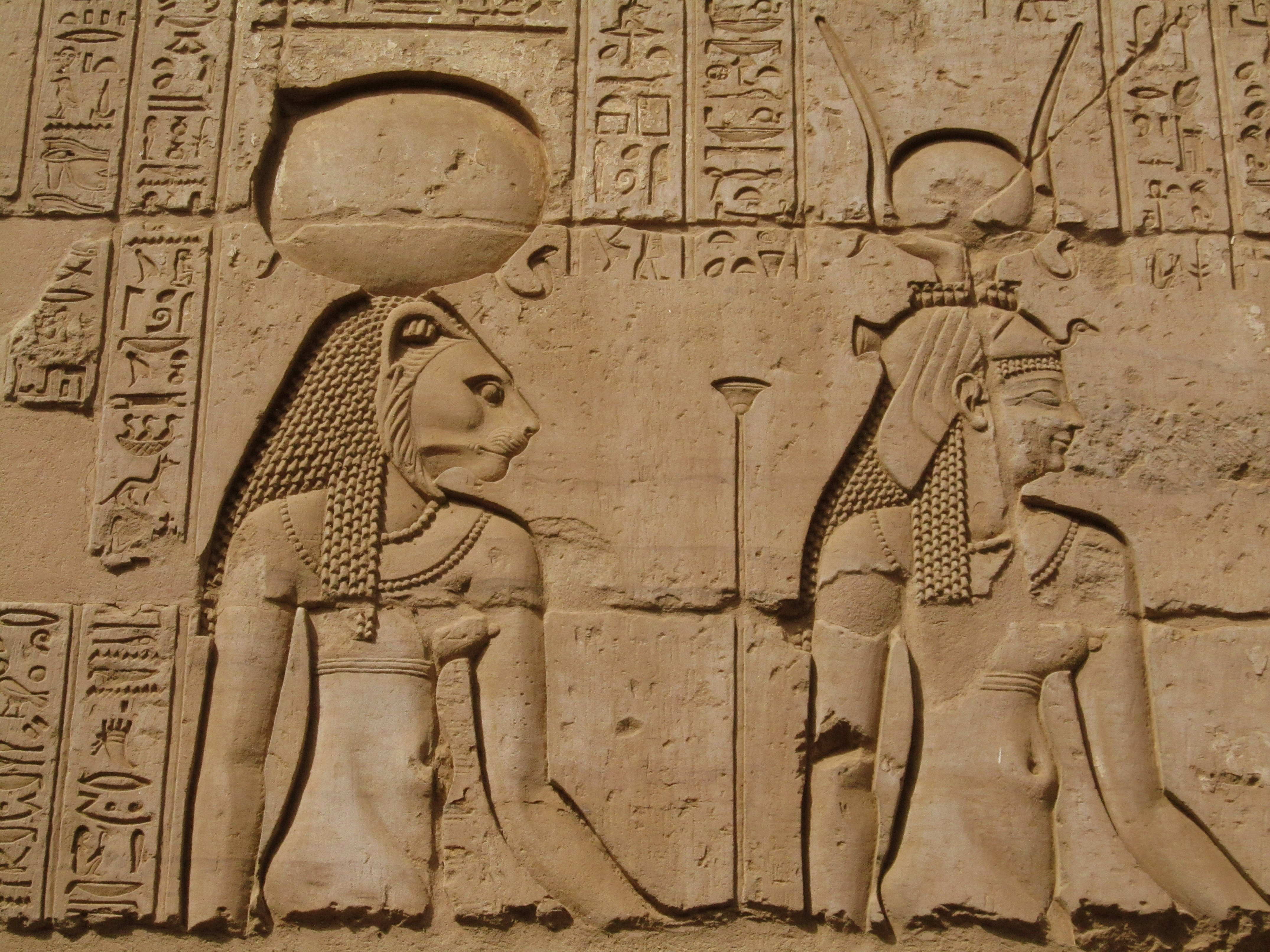
Sekhmet e Hathor, qui identificate come figlie di Ra e per questo sormontate dal disco solare. Tempio di Kôm Ombo.

Questo mito, detto della Distruzione dell'umanità, compare, per esempio, nel Papiro 86637 del Museo egizio del Cairo, detto Calendario dei Giorni Fortunati e Sfortunati, ove le azioni di Sekhmet, Horus, Ra e Uadjet vengono ricondotte al sistema stellare Algol, nella costellazione di Perseo. Una sua versione si è anche conservata nelle iscrizioni che corrono intorno al grande sacello dorato che conteneva i sarcofagi di Tutankhamon, nella sua tomba, risalente al 1323 a.C.

## Templi

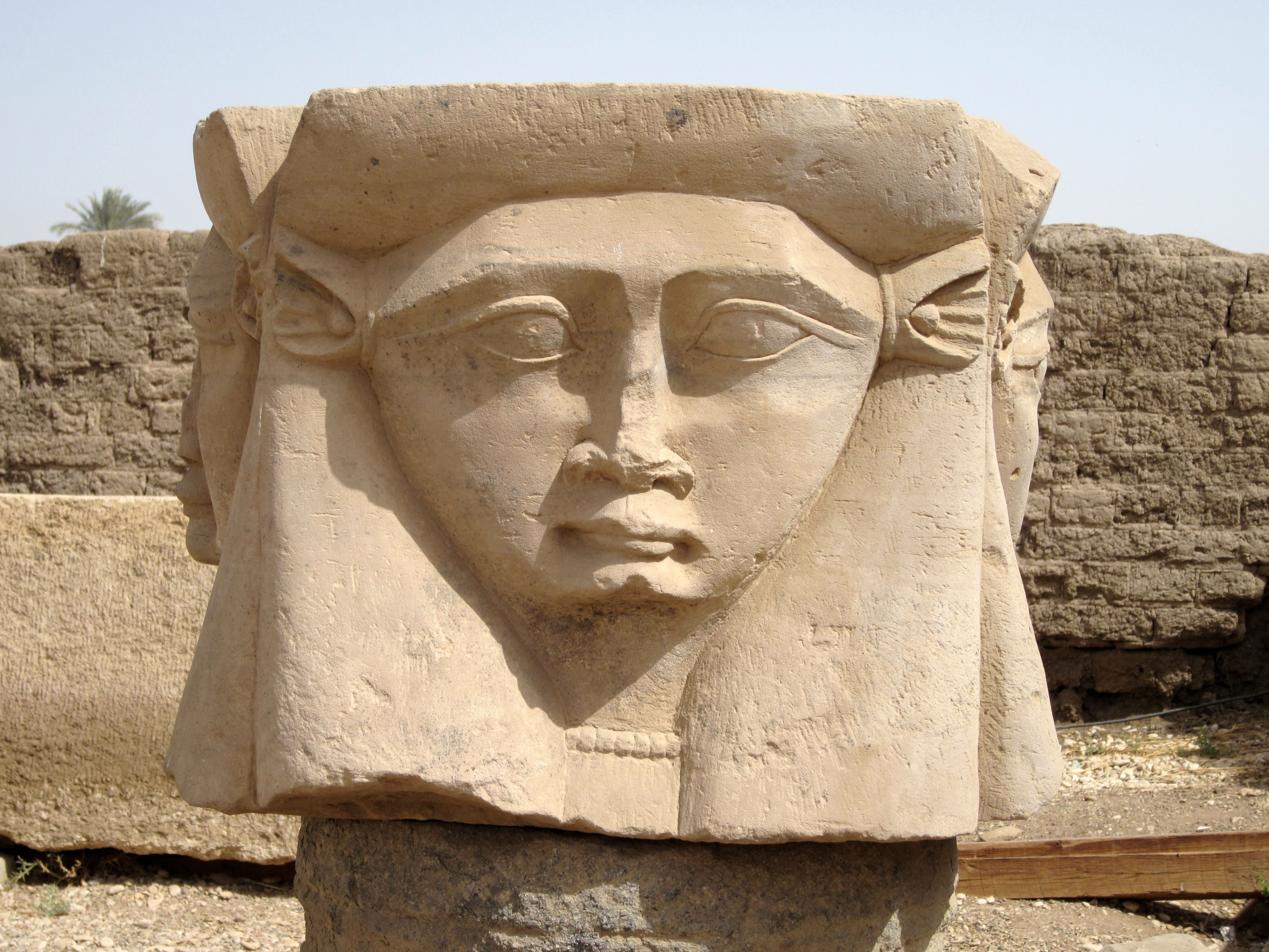
Capitello a forma di testa di Hathor, per questo detto hathorico. Tempio di Hathor, Dendera.

Mentre la devozione ad Hathor cresceva a partire dal culto delle vacche d'epoca preistorica, non è possibile determinare con esattezza in quale località tale devozione ebbe origine. Dendera, nell'Alto Egitto, fu una delle prime località dove il suo culto prese vigore, per cui un famoso epiteto di Hathor era Signora di Dendera. Il grande e ricco Tempio di Dendera, uno dei più bei monumenti dell'epoca tarda, esercitò, in epoca tolemaica e romana (305 a.C. - III secolo a.C.), un fortissimo richiamo devozionale e turistico; la sua costruzione ebbe inizio sotto Tolomeo IX e terminò sotto Nerone (fu perciò edificato tra l'80 a.C. e il 68 d.C.). Originariamente, durante l'Antico Regno, Hathor ebbe luoghi di culto a Meir e Cusae, con una devozione particolarmente sentita nella zona di Giza e Saqqara. Dendera emerse all'inizio del Primo periodo intermedio (XXII secolo a.C.) come centro di culto principale di Hathor, che lì era adorata come madre e consorte del cosiddetto Horus di Edfu. Una volta l'anno veniva celebrata la festa detta del Bell'incontro, o della Buona Unione, nella quale la statua della dea veniva portata in processione con la Barca sacra fino all'importante tempio di Edfu per rinnovare il suo matrimonio con Horus e vivificare così il faraone, nel quale Horus si incarnava. Anche Deir el-Bahari, sulla riva occidentale del Nilo, di fronte a Tebe, era sacra ad Hathor, grazie ad un preesistente culto delle vacche. Templi e cappelle dedicati ad Hathor:
- Tempio di Hathor e Maat a Deir el-Medina, sulla riva occidentale del Nilo, presso Luxor.
- Tempio di Hathor sull'isola di File, presso Assuan.
- Cappella di Hathor e Tempio mortuario della regina Hatshepsut, sulla riva occidentale del Nilo, presso Luxor.
- Tempio di Hathor nella Valle del Timna, in israele.

## Inno del faraone Antef II ad Hathor

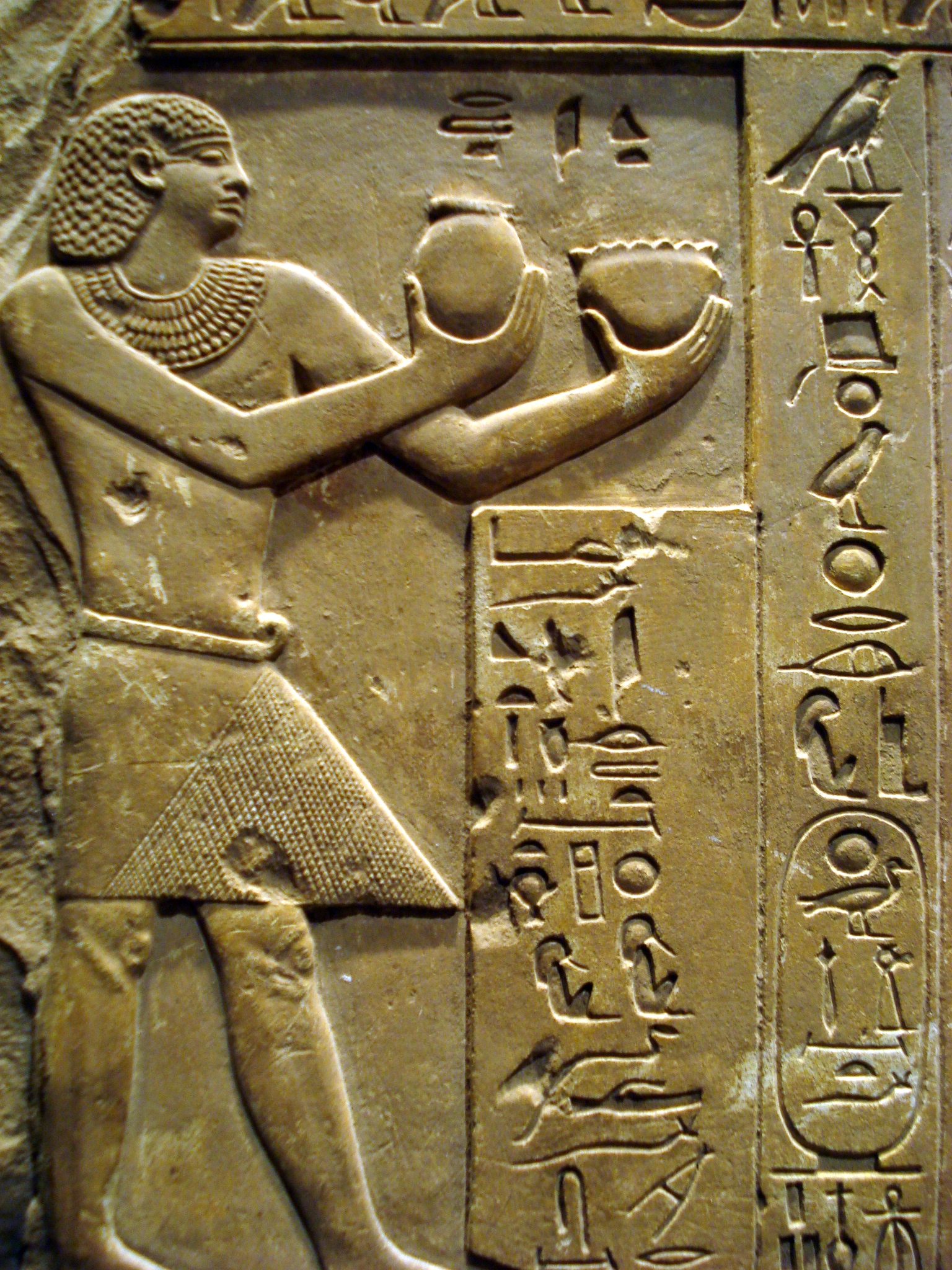
L'immagine del faraone Antef II, in atto di fare offerte a Ra e Hathor, accanto alle colonne di testo degli inni a queste due divinità, sulla sua stele funeraria. Metropolitan Museum of Art, New York.

Un interessante inno ad Hathor compare, in nove colonne di testo, dopo un inno a Ra, su una stele di Antef II (ca. 2112 a.C. - 2063 a.C.), quarto faraone della XI dinastia, rinvenuta nella sua tomba a Tebe e conservata al Metropolitan Museum of Art di New York. Fra le molte sfaccettature del culto di Hathor, l'inno di Antef II si appella all'aspetto celeste della dea. Come ha osservato l'egittologo britannico Toby Wilkinson, questi versi sembrano suggerire una profonda devozione personale e quasi un senso di umana fragilità, uniti a un certo timore della morte.
L'Horus Uakankh [primo nome di Antef II] riverito innanzi a Osiride, il figlio di Ra, Antef il Grande, nato da Neferu [la regina Neferu I].»
(Stele di Antef II)

## Inni ad Hathor nel Tempio di Dendera
Dendera (Iunet), metropoli del 6° nòmo dell'Alto Egitto, era la capitale del culto di Hathor. Il monumentale Tempio d'epoca greco-romana, in eccellente stato di conservazione, fornisce dati su numerosi aspetti del culto della dea. Fra i numerosi testi inscritti sulle sue pareti, alcuni inni si segnalano per meriti poetici. I quattro brevi inni si trovano, scritti verticalmente, su colonne presso la parete posteriore della Sala delle Offerte, accanto a una raffigurazione di un faraone che offre una brocca alla dea.

## Nebethetepet
Nella mitologia egizia, Nebethetepet era il nome della manifestazione di Hathor a Eliopoli, strettamente associata al grande dio creatore Atum come controparte femminile di questo dio (al pari della dea Iusaas). Nel tempo, passò dall'essere mero aspetto femminile di Atum a venire identificate con una parte del corpo del dio: la mano con la quale, masturbandosi, Atum avrebbe creato il cosmo. Questo nome significa Signora delle offerte. 

## Altri nomi di Hathor

### Hesat
Hesat è un'altra delle forme della dea Hathor. È considerata madre di Anubi.

### Sokaret
Sokaret o Sekeret è ancora uno degli appellativi di Hathor. Sokar è la versione maschile di Sokaret.

## Galleria d'immagini

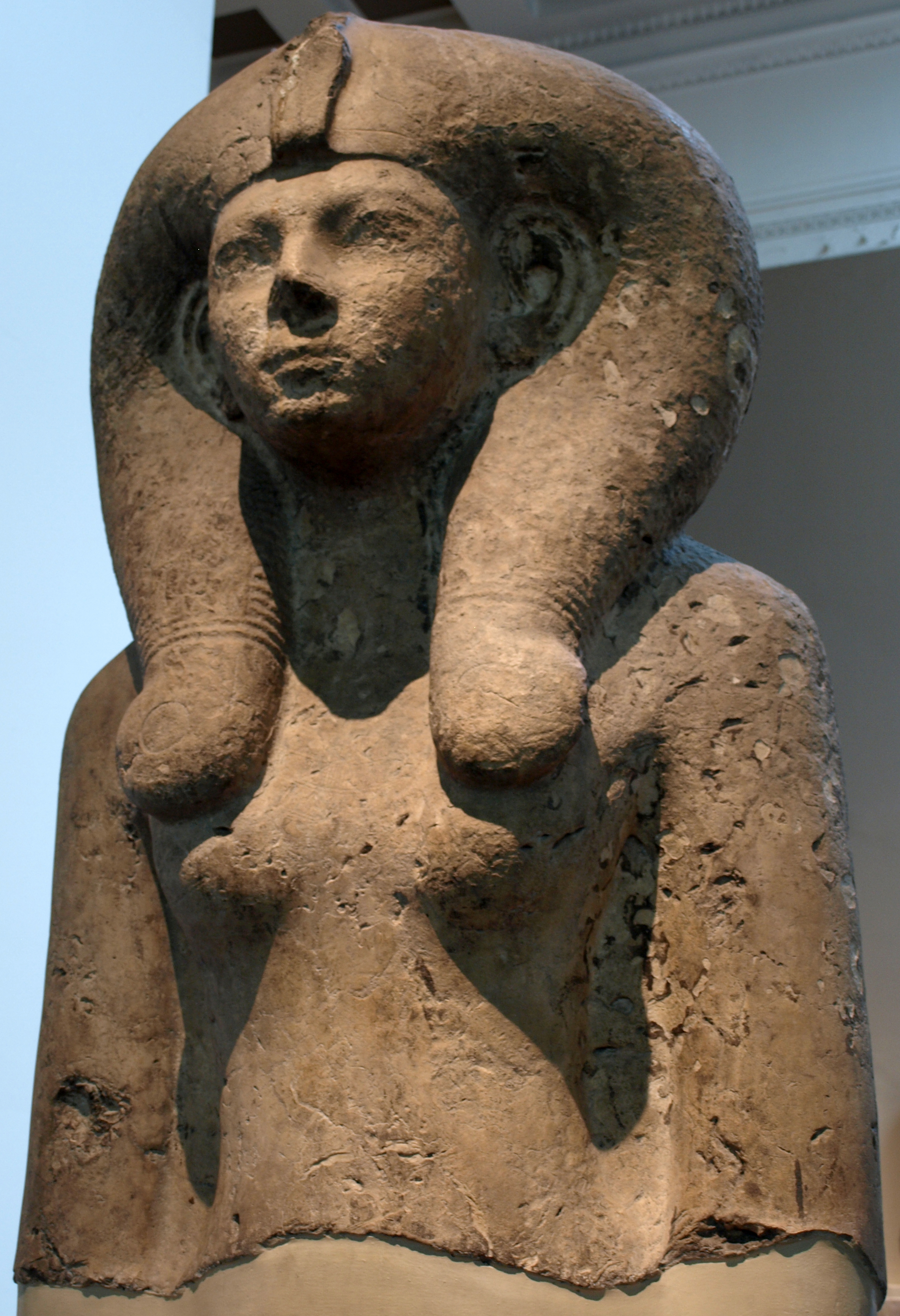
Statua della regina Ahmose Meritamon con una parrucca arricciata tipicamente associata ad Hathor[57]. British Museum, Londra.
Rilievo raffigurante Hathor che accoglie il faraone Seti I nell'aldilà. Museo del Louvre, Parigi.
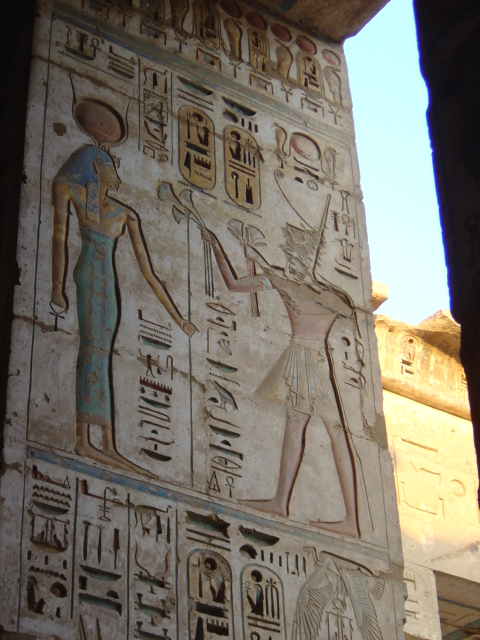
Rilievo raffigurante il faraone Ramses III che offre fiori di loto ad Hathor. Tempio di Medinet Habu.
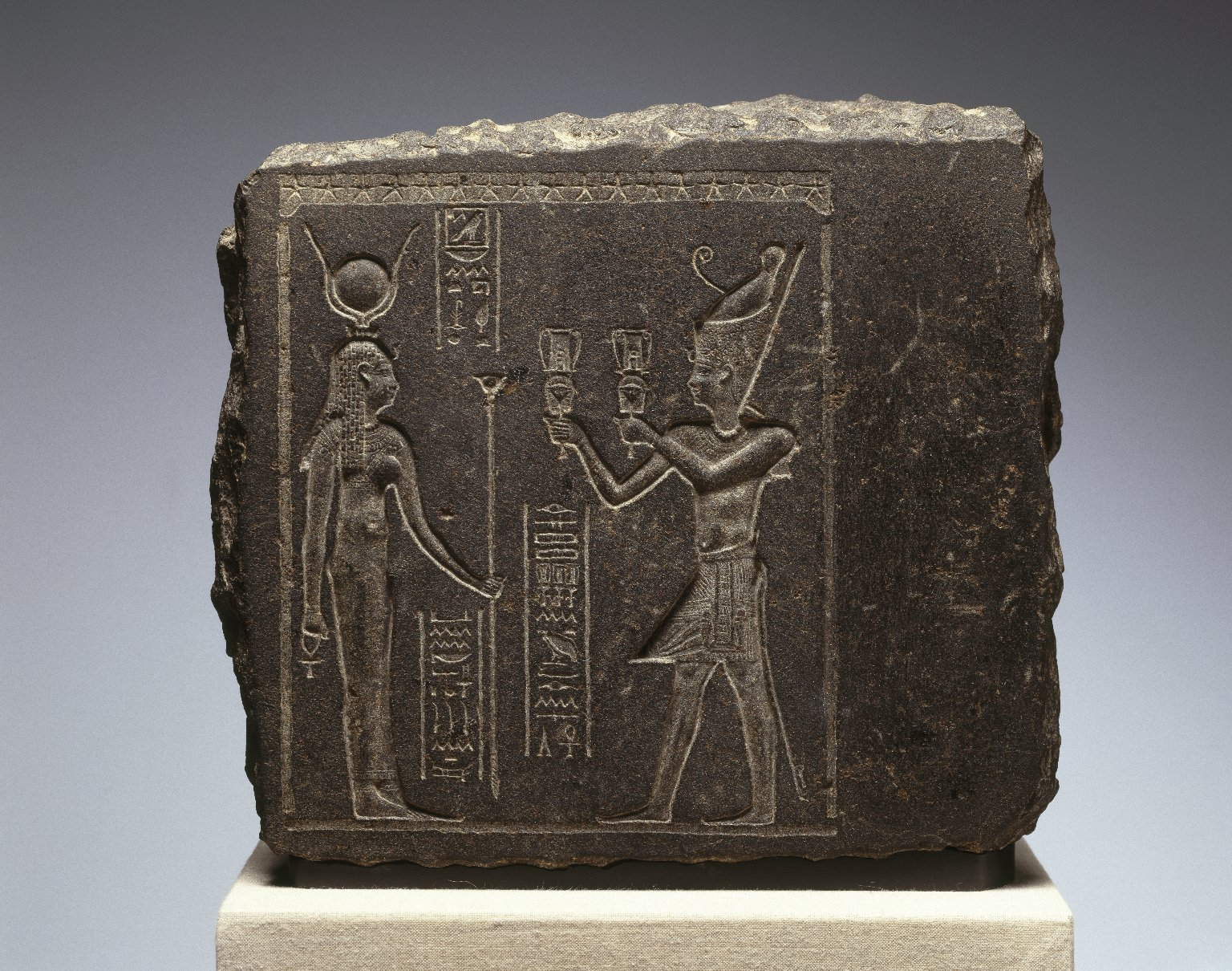
Blocco raffigurante un faraone tolemaico che suona il sistro al cospetto di Hathor. Brooklyn Museum, New York.
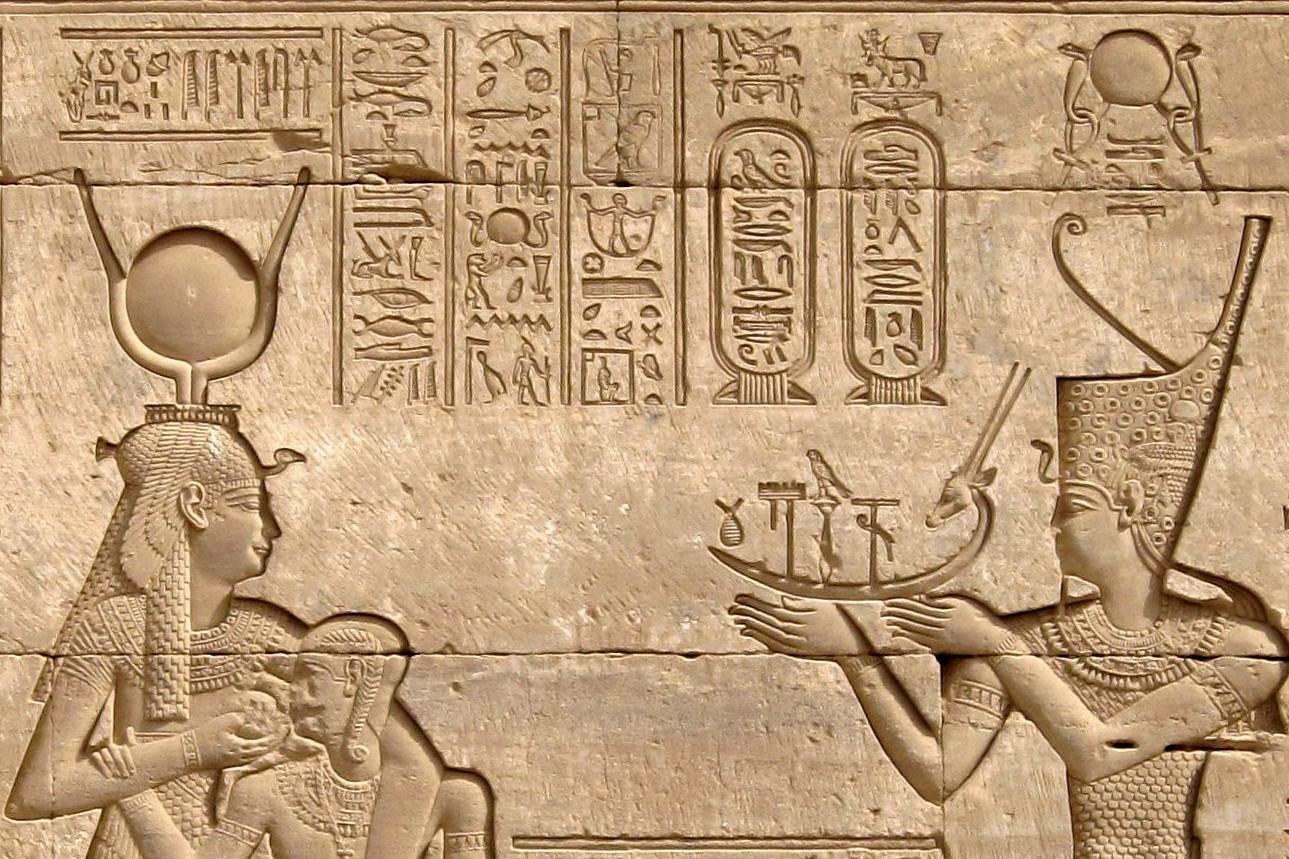
Rilievo raffigurante Hathor che allatta Ihi, omaggiata da Traiano, imperatore romano e faraone. Tempio di Dendera.
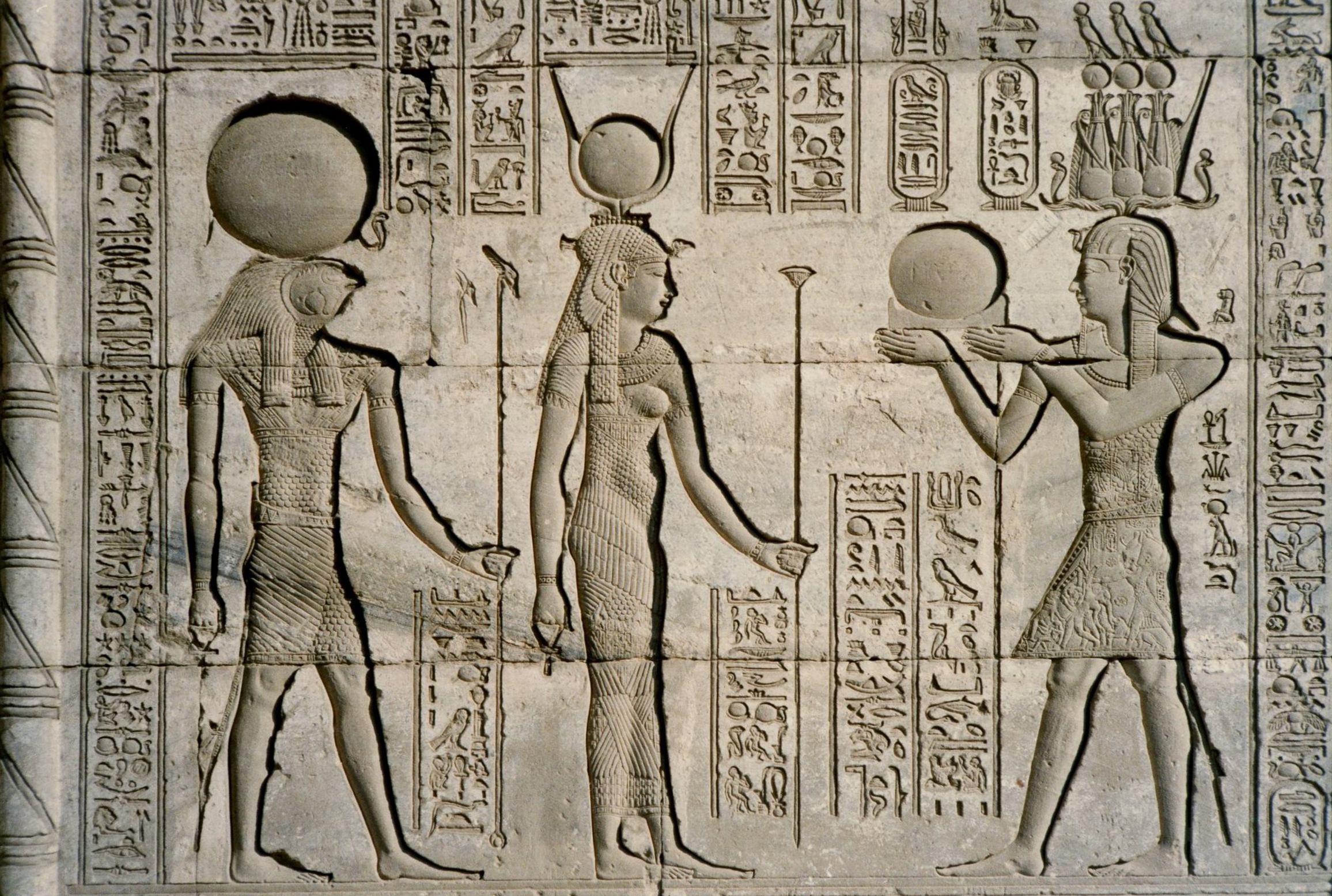
Rilievo raffigurante Hathor e Ra omaggiati da Traiano, imperatore romano e faraone. Tempio di Dendera.
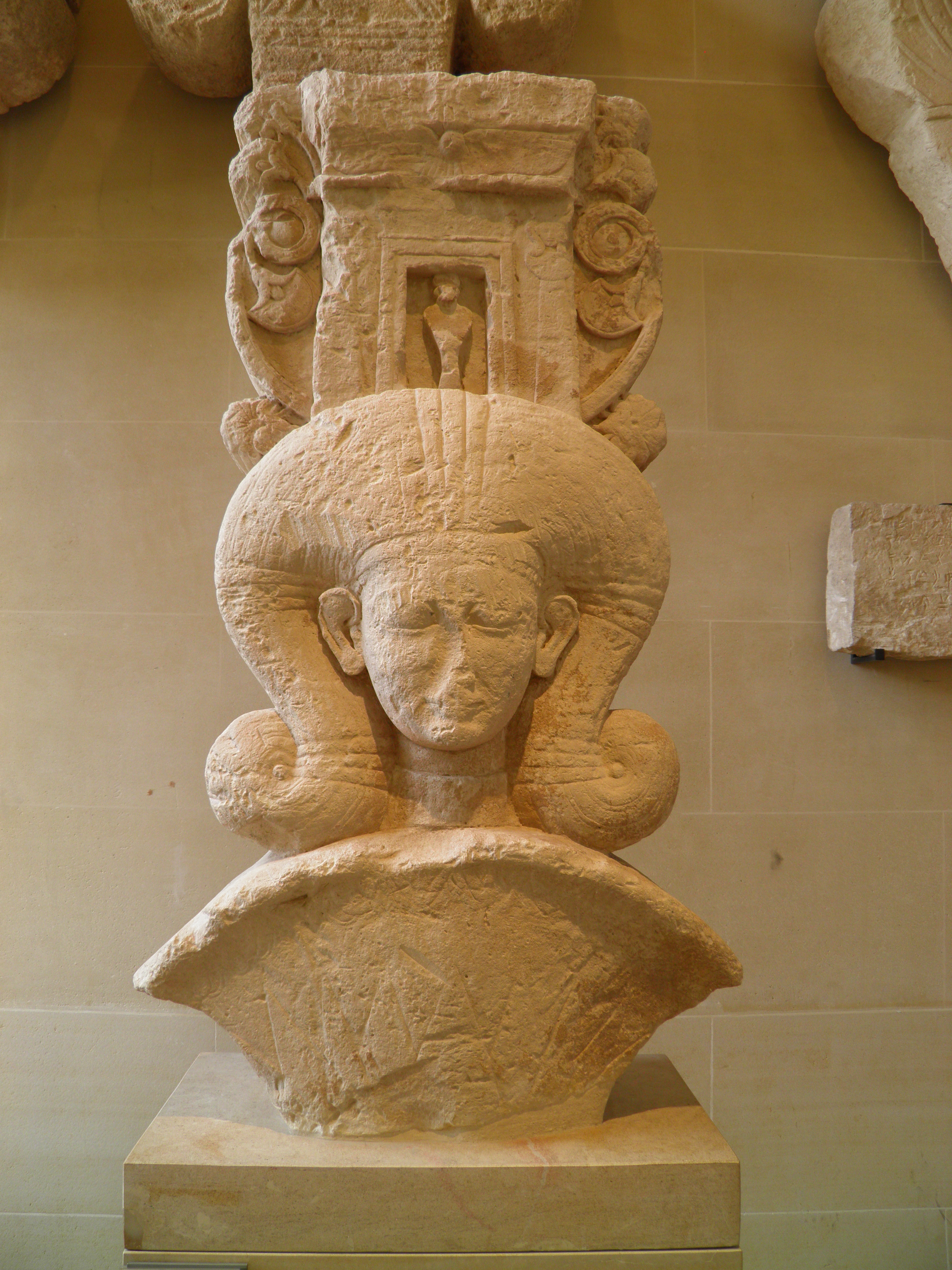
Capitello hathorico estremamente elaborato. Museo del Louvre, Parigi.
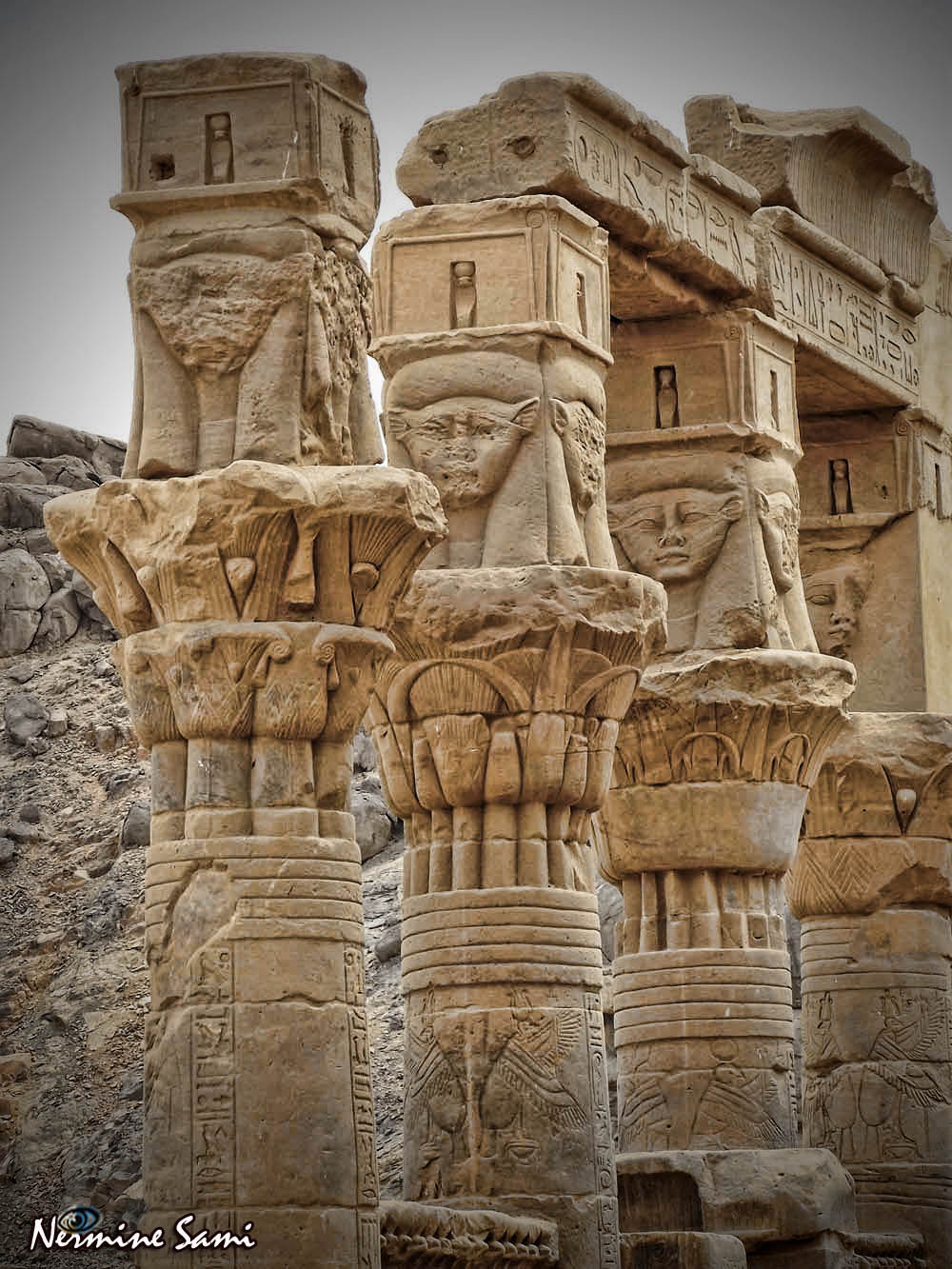
Colonne hathoriche del Tempio di Nectanebo I ad Hathor, a File.
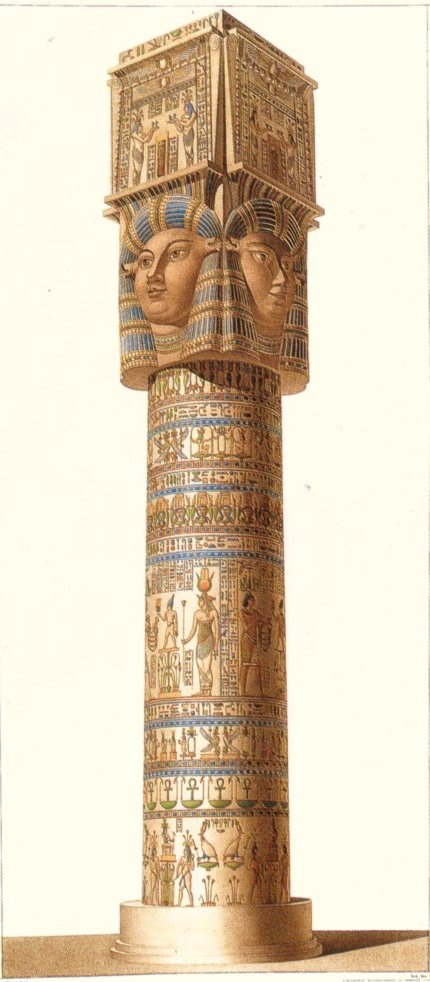
Ricostruzione artistica di una colonna hathorica del Tempio di Hathor a Dendera. Dalla Description de l'Égypte, volume IV (1817).
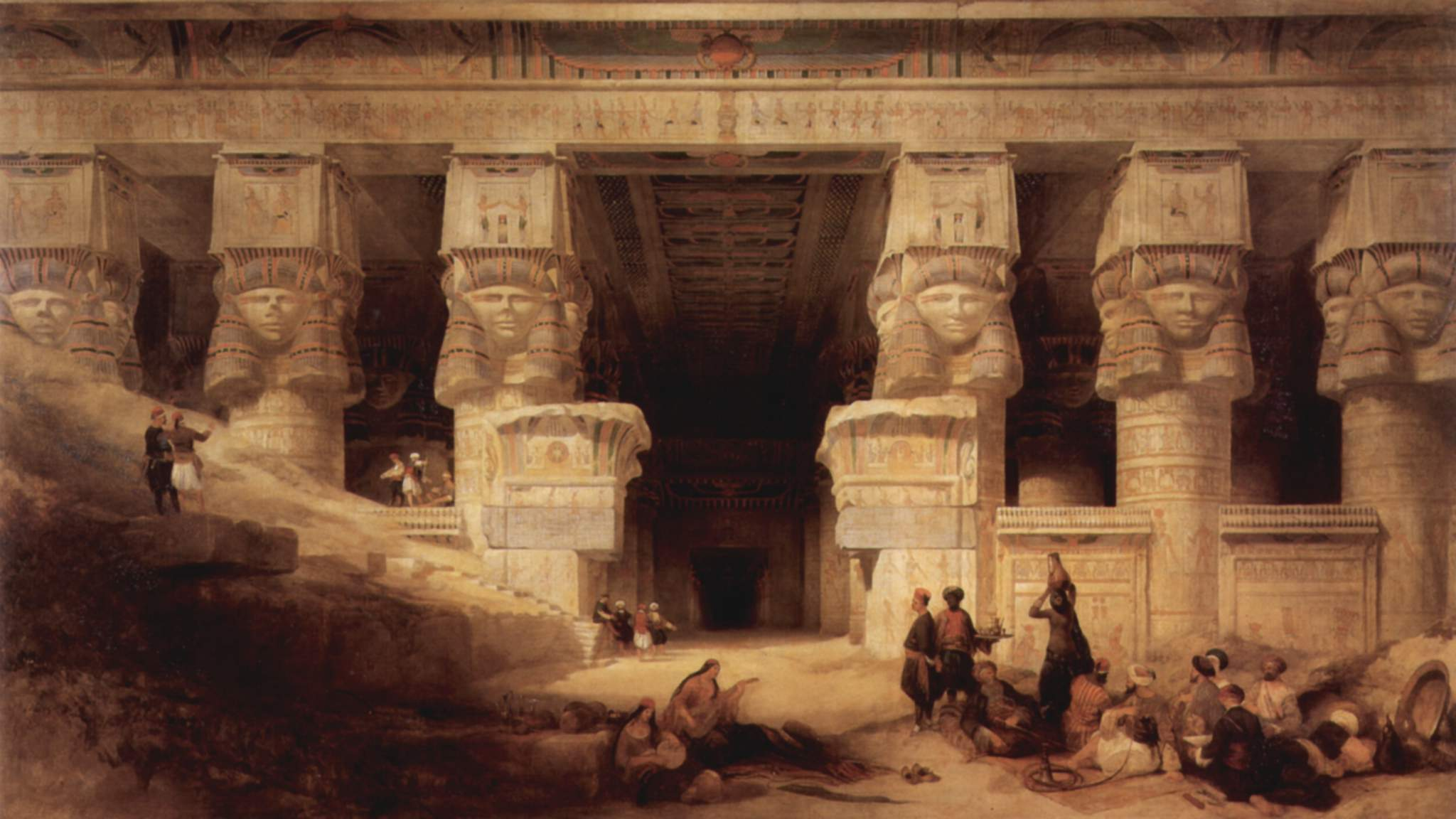
Il Tempio di Hathor a Dendera alla metà del XIX secolo. Acquarello di David Roberts.
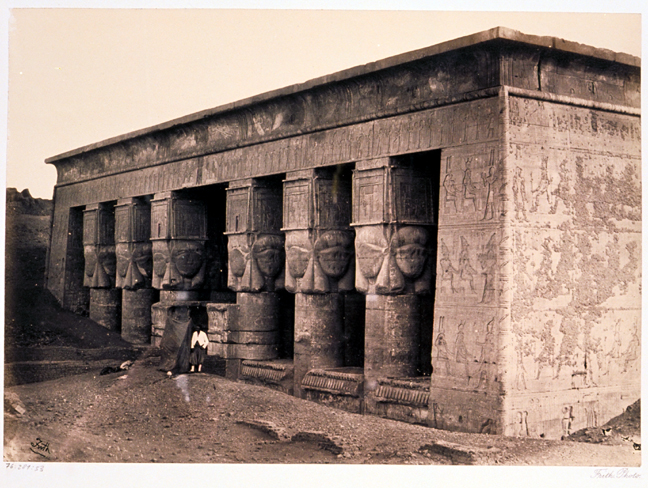
Il Tempio di Hathor a Dendera nel 1857. Fotografia d'epoca.
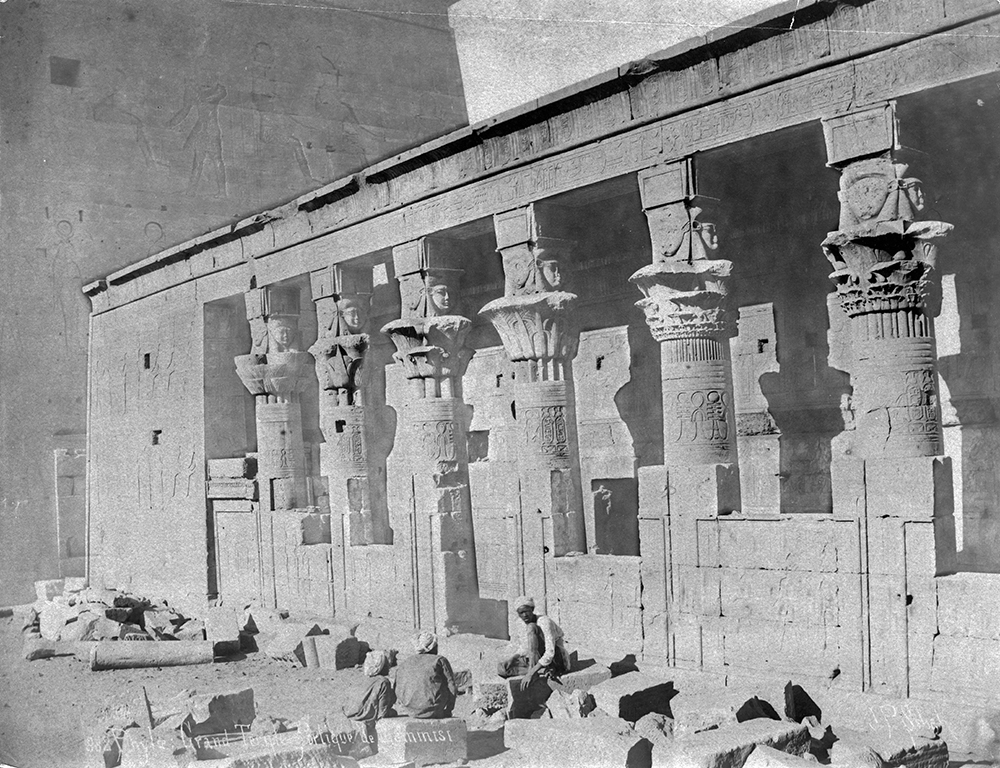
Il Portico di Hathor a File in una fotografia d'epoca.